# Scomparsa di Angela Celentano
La sparizione di Angela Celentano è un fatto di cronaca relativo ad una minore italiana avvenuto il 10 agosto 1996 sul Monte Faito a Castellammare di Stabia, comune della città metropolitana di Napoli, quando la bambina, che all'epoca aveva tre anni, scomparve durante la gita annuale, che organizzava  la Comunità evangelica di Vico Equense.

## La scomparsa
I genitori Maria Staiano e Catello Celentano avevano deciso di portare le loro bambine Rossana, Angela e Naomi in gita. Poco dopo le 13 il padre di Angela Celentano (nata l'11 giugno 1993) si accorse che la figlia non era nelle vicinanze a giocare.
Renato, un bambino di 11 anni, raccontò di essere sceso poco prima con Angela lungo il sentiero che conduceva al parcheggio per mettere il suo pallone nell'automobile. Aveva chiesto ad Angela di non seguirlo, ma lei non aveva voluto ascoltarlo. A metà discesa, il sentiero si incrociava con un altro trasversale: lì Renato aveva insistito affinché Angela tornasse dalla mamma, poi aveva proseguito da solo. Dopo aver lasciato il pallone nell'automobile, era tornato verso la comunità senza incontrare nessuno. Tutti i presenti, parenti, amici e volontari, iniziarono a cercare Angela in tutte le direzioni. La zona era molto frequentata, c'erano molti escursionisti, ma nessuno sembrava averla vista. Nei giorni successivi, mentre i genitori non lasciavano mai il luogo della scomparsa, intervennero anche i Carabinieri, la Guardia di Finanza, la Polizia, l'Esercito, unità cinofile ed elicotteri, sotto la direzione della Prefettura di Napoli. Alla fine, gli inquirenti giunsero alla conclusione che Angela non si trovava più in quella zona.
In quei giorni anche Luca e Renato, due bambini presenti alla gita, sono stati interrogati. Non è mai stato chiarito chi tra loro abbia visto Angela per ultimo. Le loro versioni dei fatti sono sempre state discordanti. Nove giorni dopo la scomparsa di Angela, Catello ha ricevuto una telefonata inaspettata. Dall'altro lato si è sentito solo il pianto di una bambina e una voce che ha detto "Tuo papà". Poi è terminata. Nessuna domanda, nessuna richiesta. La voce di quella bambina non è mai stata riconosciuta con certezza.

## Avvistamenti
- 4 novembre 2001: Una bambina rom che le somigliava è stata fermata mentre chiedeva l'elemosina in un campo nomadi in provincia di Salerno. I suoi genitori hanno subito mostrato i suoi documenti di identità. Tuttavia, la piccola è stata portata in un istituto, dove le hanno fatto un test del DNA, risultato incompatibile con quello di Angela.
- 23 febbraio 2009: Una ragazza che chiedeva l'elemosina nei pressi di un semaforo del centro di Taranto ha spinto un'automobilista di Taranto a chiamare il 113. Tuttavia, i controlli medici e la comparazione del viso hanno dato esito negativo: era solo una somiglianza.

## Le indagini

### La pista del sequestro da parte dello zio
Nell'estate del 1999 è stato indagato dalla procura di Torre Annunziata lo zio Gennaro Celentano con l'accusa di sequestro di persona, poi nel dicembre dello stesso anno venne scagionato.

### Il caso Celeste Ruiz: la pista messicana
Una ragazza messicana affermò in alcune mail ai genitori di essersi riconosciuta nelle foto della bambina scomparsa. La signora Maria, la mamma di Angela, disse che la prima email risaliva al 25 maggio 2010, quando è iniziata una fitta corrispondenza con i familiari, in particolare con Rossana Celentano, la sorella di Angela. La ragazza, di nome Celeste Ruiz Tellez raccontò di essere stata adottata tempo fa e ha inviato una serie di foto per rassicurare sul suo stato di salute e per i genitori si aprì una speranza. Una pista verosimile per i familiari che persero temporaneamente i contatti, dopo che Celeste espresse più volte il desiderio di non essere cercata perché era felice ad Acapulco
La procura messicana quindi per cercarla diede una ricompensa di 3 milioni di pesos, poi venne individuata e si recò in Italia per essere interrogata dalla Procura di Torre Annunziata e affermò inizialmente di essere Celeste Ruiz.
La vicenda di concluse nel 2017 quando ritrattò e disse di chiamarsi Brissia e affermò che una sua foto del 2002 era stata rubata dal suo profilo infine si sottopose all'esame del DNA che chiarì definitivamente che non era Angela Celentano.

### La pista turca
Nel 2023 il GIP di Napoli decise di prorogare le indagini per sei mesi su una pista che portava in Turchia dopo che nel 2009 una donna rivelò alla confidenza di un parroco che nel 1996 era stata rapita e portata nell'isola di Büyükada vicino Istanbul dove viveva con un uomo che considerava suo padre, la donna visitò l'isola dieci anni dopo fingendosi turista che portò ad un uomo, Fahfi Bey; la polizia turca interrogò però l'uomo sbagliato.

### La pista venezuelana
Nel febbraio 2023 venne rintracciata in Venezuela una modella somigliante al 90% con Angela Celentano ma il test del DNA diede esito negativo.